# Механичната касапница
„Механичната касапница“ (на френски: La charcuterie mécanique) е френски късометражен ням филм от 1895 година, заснет от Луи Люмиер. Причисляван е към един от първите комедийни и фантастични филми в историята на кинематографията.

## Сюжет
Филмът показва измислена машина, която сама по себе си представлява голям шкаф, разделен на две части, на задната стена на когото е прикрепено ръчно задвижващо се колело. Трима касапина вкарват жива свиня в лявата част на машината, а от дясната на секундата започват да излизат готови кренвирши, свински крачета, шунка, опаковани месни деликатеси, готови за продажба и дори детски играчки. На предната стена на машината е изписан огромен надпис „Charcuterie Mécanique Craque à Marseille“.

## Интересни факти
- Филмът е включен в селекцията „Първите филми на братя Люмиер“, издадена на DVD през 2003 година с коментарите на режисьора Бертран Таверние.
- В енциклопедията „The Overlook Film Encyclopedia: Science Fiction“ редакторът Фил Харди определя филма като „първият научнофантастичен филм в историята на кинематографията“.